# Skee Mask
Bryan Müller, mieux connu sous le nom de scène Skee Mask, est un producteur et DJ allemand de techno.

## Biographie
Müller jouait déjà de la batterie à l'âge de 10 ans dans le groupe de son père. Inspiré par un film allemand sur la techno, il commence à produire de la musique électronique en 2010, en autodidacte, avec Ableton Live. Sous le nom de SCNTST, Müller publie pour la première fois sa musique sur un label américain avec son ami, le producteur Etnik Zarari de Hambourg. En 2011, il est finalement pris sous contrat par Boys Noize sur son label Boys Noize Records. S'en suivent les premières tournées en Australie et en France,,.
Après avoir été contacté par les Zenker Brothers via son profil SoundCloud, Müller sort en 2014 son premier EP Serum sous le nom de Skee Mask sur le label Ilian Tape, avec lequel il se fait connaître du grand public. Au début, Müller utilise le pseudonyme Skee Mask pour préserver son anonymat.
Skee Mask est DJ résident au Blitz Club de Munich entre 2017 et 2022.
L'album Pool, sorti en 2021, est désigné par Resident Advisor comme l'un des 30 meilleurs albums de l'année. En janvier 2022, Müller retire tous ses albums et EP de Spotify et prend position à ce sujet dans une déclaration. En 2023, il reçoit le prix Förderpreis Musik de la capitale du Land de Munich.

## Discographie

### Albums studio

#### Sous Skee Mask
- 2016 : Shred
- 2018 : Compro
- 2020 : TemeTape1 (avec Simo Cell)
- 2021 : Pool
- 2022 : A
- 2024 : Resort

#### Sous SCNTST
- 2013 : Self Therapy
- 2015 : Puffer
- 2018 : Scenes and Sketches from the Lab

### EP

#### Sous Skee Mask
- 2014 : Serum
- 2015 : Junt
- 2017 : 2012
- 2018 : ISS002
- 2019 : 808BB
- 2019 : ISS004
- 2020 : Puffer